# The Fame Monster
The Fame Monster (reso graficamente come The Fame Mons†er) è il terzo EP della cantautrice statunitense Lady Gaga, pubblicato il 18 novembre 2009 dalla Interscope Records.
Il disco contiene otto brani musicali, i quali sono stati proposti in vendita singola sebbene inizialmente dovessero far parte esclusivamente della ristampa dell'album d'esordio della cantante, The Fame. In alcuni mercati è stata distribuita una versione dell'album dal titolo The Fame Monster (International Deluxe) contenente entrambi i dischi. I brani contenuti nel disco sono stati prodotti da RedOne, Teddy Riley, Darkchild, Ron Fair e Fernando Garibay.
Il primo singolo estratto è stato Bad Romance che ha raggiunto la vetta delle classifiche in oltre venti Paesi tra cui Canada, Irlanda, Italia, Svezia e Regno Unito. Il secondo singolo estratto dall'album fu Telephone, con la partecipazione di Beyoncé. Il terzo singolo fu Alejandro, seguito da Dance in the Dark, estratto come tale il 26 luglio 2010.
In alcune nazioni l'EP è entrato in classifica insieme al precedente, The Fame, senza costituire un tutt'uno, come nel caso di Stati Uniti d'America, Canada e Giappone. Al contrario, in Paesi come l'Italia, ha sostituito l'album precedente, sovrapponendosi ad esso e riscuotendo un successo talvolta anche superiore al primo. Lady Gaga ha annunciato il The Monster Ball Tour per promuovere l'EP, che è iniziato il 27 novembre 2009 ed è finito il 6 maggio 2011.

## Storia e sviluppo
Durante il lancio delle sue cuffie in collaborazione con Dr. Dre, Gaga ha commentato che aveva in programma di pubblicare un nuovo album e disse: «Credo che le ripubblicazioni siano ingiuste, [...] sono singoli furtivi su un pezzo già finito nel tentativo di tenere a galla l'album. Originariamente [la mia etichetta] voleva mettere solo tre brani e adesso molte di più. Vale la pena di fare un nuovo album pieno di materiale». Per quanto riguarda il titolo The Fame Monster, Gaga ha detto che era una coincidenza che il nome fosse simile alle cuffie che ha lanciato denominate Heartbeats. Aveva già scritto un brano intitolato Monster a marzo, prima dell'incontro con Dr. Dre e Noel Lee, l'amministratore delegato di Monster Cable Products, per discutere sulla collaborazione. Gaga ha inoltre spiegato che era ossessionata dai film di mostri e «dalla decadenza della celebrità e il modo in cui la fama è un mostro nella nostra società! Questo è ciò che il mio nuovo disco parlerà, quindi è una specie di accoppiamento perfetto». Gaga ha poi rivelato che la re-release conterrà otto brani inediti, insieme al suo intero album di debutto. The Fame Monster offre il lato meno piacevole della fama, come sperimentato da Gaga nel corso dell'anno 2008 e 2009. Spiegando:
Ha anche affermato che le nuove canzoni non trattano di soldi o di fama, anzi un intermezzo tra i due ed anche per i suoi fan. Gaga rivela l'atmosfera di The Fame e The Fame Monster come opposte, e li ha chiamati rispettivamente Yin e yang. Secondo lei, si sentiva una dicotomia dentro se stessa durante lo sviluppo dell'album. A MTV ha spiegato che «Sono pronta per il futuro, ma rimpiango il passato, [...] Ed è un vero e proprio rito di passaggio, bisogna lasciar andare le cose. Bisogna piangerle come una perdita affinché si possa andare avanti, ed è ciò di cui parla l'album». In Nord America, The Fame Monster è stato pubblicato come EP di 8 tracce il 23 novembre 2009. Inoltre sarà pubblicato la versione deluxe contenente, come disco bonus, l'album di debutto The Fame. Inizialmente era prevista solo l'edizione deluxe, tuttavia, Gaga propose l'edizione singola per non far pagare troppo ai suoi fan.

## Struttura musicale
L'EP ha un suono e un'atmosfera molto più cupi del progetto precedente. Ogni pezzo ruota principalmente intorno ai "mostri" della vita della cantante, cioè le cose che la tormentano: Bad Romance è la paura dell'amore, Alejandro degli uomini, Monster del sesso, Dance in the Dark del giudizio, Telephone di un partner ossessivo, So Happy I Could Die della dipendenza e Teeth della verità. Il concept dell'album è infatti l'ossessione di Gaga, la quale è più profonda e potente anche vocalmente, per i mostri, l'oscurità e le tenebre. In Monster, la cantante duetta letteralmente con il mostro, che la perseguita e «le ha mangiato il cuore e poi il cervello». Nonostante ciò l'EP presenta brani più allegri e spensierati Telephone, che, seppure siano comunque più profondi, rimandano alla Gaga del precedente album.

## Pubblicazione e copertina
Originariamente l'EP era destinato a far parte della riedizione di The Fame ma Gaga riferì il 12 novembre 2009 a MTV che sarebbe stato un lavoro indipendente. Gaga ha, inoltre, annunciato la pubblicazione dell'edizione deluxe dell'album e dell'edizione Super Deluxe, l'ultima delle quali è stato pubblicata il 15 dicembre 2009. La confezione offre un assortimento di prodotti del collettivo di Gaga, la Haus of Gaga, e anche una ciocca di capelli della cantante. Gaga spiegò questa decisione affermando che:
Il 3 maggio 2010 è stata pubblicata la versione limitata in una chiavetta USB. Include la versione esplicita dell'EP con nove remix, otto video musicali, il booklet digitale, le copertine dei singoli ed una galleria fotografica.

Due copertine per la ristampa sono state scattate dal designer e fotografo Hedi Slimane. Una mostra Gaga con una parrucca bionda una giacca nera, mentre l'altra la mostra con folti capelli castani e pesante eyeliner che le scorre sul viso. Per quanto riguarda la copertina, Gaga ha detto che quando si sedette per creare il concept per l'EP, volle assicurarsi che il look fosse più scuro e più tagliente di qualsiasi altra cosa avesse fatto prima. Tuttavia, la sua etichetta trovò che la copertina con lei bruna fosse troppo confusa e gotica credendola meno pop. Gaga rispose dicendo:

## Accoglienza
| Recensione        | Giudizio   |
| ----------------- | ---------- |
| AllMusic          |            |
| Robert Christgau  | A-         |
| The Independent   | Favorevole |
| Los Angeles Times |            |
| NME               | (8/10)     |
| The Observer      |            |
| Pitchfork         | (7.8/10)   |
| Rolling Stone     |            |
| Slant Magazine    |            |
| Spin              | (6/10)     |

The Fame Monster è stato ben accolto dalla maggior parte dei critici musicali sin dalla sua uscita. Per il sito di recensioni Metacritic, The Fame Monster ha raggiunto un punteggio di 78 su 100, basato su 14 recensioni di critici, che segnala "recensioni prevalentemente favorevoli". Gli utenti hanno, invece, giudicato l'EP con il punteggio di 8,8 su 10 (il cui punteggio segnala un'"acclamazione universale"), risultando così l'EP della cantante più apprezzato sia dalla critica che dagli utenti.
Sal Cinquemani del Slant Magazine ha ritenuto che l'EP non sia stato un enorme passo avanti per Gaga, ma ha fornito un «piccolo, anche se fugace, sguardo dietro la finzione». Ha sottolineato inoltre, che «c'è qualcosa di istruttivo sul modo in cui Gaga rifiuta qualsiasi intimità con gli altri». Bad Romance e Dance in the Dark sono state definite le migliori del disco. Simon Price del The Independent elogiò l'EP definendolo una vera e propria opera d'arte. Kitty Empire del The Observer disse che l'EP è «splendidamente squilibrato». Sebbene Empire abbia criticato la ballad Speechless, dichiarando che le ballate «rimangono il suo punto debole», proseguì lodando Bad Romance, scrivendo che «la rende un caso ancora più convincente per questa spinta, la poca carismatica italoamericana sarà la nuova Madonna». Paul Lester della BBC ha elogiato gli otto brani dell'EP ma aggiungendo che risulta «poco originale e non è esattamente un trionfo di invenzione fai-da-te femminista [...] Ma lei sta portando la moda eccentrica alle masse ed è certamente divertente averla intorno». Sarah Hajibagheri del The Times ha commentato che all'EP «manca il ritmo e il mordente che ci ha fatto avvicinare Gaga per l'eccentrico newyorkese». Josh Modell di Spin ha commentato che «Quando Gaga giunge alla ballata sincera [...] lei sembra persa». Evan Sawdey di PopMatters ha dichiarato che l'EP mostra che «lei non è compiaciuta nel fare la stessa cosa più volte. Lei è disposta a provare nuove cose, che si ramificano nel momento in cui si sente come ogni diva pop solitaria disposta a compromettere la sua crescita artistica solo per il gusto di aver un successo radiofonico. [...] Gaga si è permessa di fare qualche errore sulla sua strada verso il nirvana del pop e a giudicare a cosa stia mirando con The Fame Monster, c'è una buona possibilità che ci arriverà prima che poi».

Gaga canta So Happy I Could Die al The Monster Ball Tour

Bill Lamb di About.com diede all'EP cinque stelle su cinque dicendo che «The Fame Monster è il più interessante concetto pop nella memoria recente. Esistono segni evidenti di influenza da alcune delle donne principali del pop del passato tra cui Madonna, Annie Lennox e Debbie Harry, ma Lady Gaga le rende decisamente sue. Se questa è la direzione del pop contemporaneo, siamo davvero in buone mani». Mikael Woods del Los Angeles Times affermò che The Fame Monster rappresenti l'ambizione creativa e stilistica della cantante. Jon Dolan del Rolling Stone ritiene che «metà del disco sia copia di Madonna, ma questo fa parte del concept e non è necessario che si occupi di originalità». Edna Gundersen di USA Today ritiene che su The Fame Monster «il distacco gelido di Gaga e l'apparente avversione a una connessione umana autentica lascia un vuoto inquietante. Con un intelletto avant-garde, stravaganze pop-electro e teatralità bizzarra in competizione per l'attenzione, non c'è spazio per il cuore». Michael Hubbard di MusicOMH si è complimentato per gli otto brani presenti nell'EP. Neil McCormick di The Daily Telegraph disse che «The Fame Monster è di una qualità fuori dagli schemi, e dove non luccica come il suo predecessore, fa capire la vivacità incontenibile della cantante». Nella sua guida per il consumatore per MSN Music, il critico Robert Christgau ha elogiato Lady Gaga per la scrittura dei testi ed ha dato all'EP un A-, che indica come «la cosa insignificante del disco è il grande lusso di micromarketing musicale e sovrapproduzione».
Nel 2010 Lady Gaga ha vinto il premio "Outstanding Music Artist" per The Fame Monster durante i 21esimi GLAAD Media Awards. L'EP e i suoi brani sono stati nominati per sei premi ai 53° Grammy Awards. L'EP è stato nominato per Album of the Year e Best Pop Vocal Album, vincendo in quest'ultima categoria. Bad Romance ha vinto nella categoria Best Female Pop Vocal Performance e Best Short Form Music Video, mentre i singoli Telephone hanno ricevuto candidature rispettivamente nelle categorie Best Pop Collaboration with Vocals e Best Dance Recording.

## Singoli

Gaga canta Bad Romance al Good Morning America nel 2011

Bad Romance è stato confermato come primo singolo tratto dall'EP. Una breve parte del brano è stata eseguita al Saturday Night Live il 3 ottobre 2009, insieme alle canzoni Poker Face e LoveGame. Bad Romance è stata presentata in anteprima durante l'esposizione finale dello stilista Alexander McQueen della sua collezione Primavera/Estate 2010 alla Settimana della moda di Parigi il 6 ottobre 2009. La canzone è stata pubblicata per il download digitale il 27 ottobre 2009. Il brano ha raggiunto la prima posizione nella Billboard Canadian Hot 100, Official Singles Chart, European Hot 100, Media Control Charts e nelle classifiche di Austria, Bulgaria, Danimarca, Finlandia, Francia, Ungheria, Romania, Irlanda, Italia, Norvegia, Slovenia, Spagna, Svezia; raggiunse, inoltre, la seconda posizione negli Stati Uniti, Australia, Nuova Zelanda, Belgio e Svizzera. Il 13 febbraio 2011, il singolo ottenne il Grammy Award per la miglior interpretazione vocale femminile pop mentre il videoclip ricevette un Grammy per il miglior video musicale.
Telephone è stato pubblicato come secondo singolo dell'EP. La canzone vede la partecipazione della cantante statunitense Beyoncé. Gaga eseguì per la prima volta il brano dal vivo ai BRIT Awards 2010 insieme ad un altro proveniente da The Fame Monster, Dance in the Dark, in omaggio al defunto stilista Alexander McQueen. Il video musicale di Telephone fu presentato in anteprima ad E! News il 11 marzo 2010. Gaga affermò che il video era una continuazione del video musicale di Paparazzi, e presenta infatti un analogo cortometraggio. Telephone è stata apprezzata dalla critica come traccia importante di The Fame Monster, e si classificò in numerosi paesi, anche prima della sua uscita come singolo. Il 22 marzo 2010 raggiunse la numero uno nella Official Singles Chart, divenendo la sua seconda numero uno consecutiva e quarta in totale. Ha raggiunto la numero tre nella Billboard Hot 100, diventando il suo sesto singolo consecutivo nelle prime dieci posizioni. Ha inoltre raggiunto la numero uno della classifica Pop Songs, diventando la sua sesta numero uno consecutiva nella classifica raggiungendo il record di Mariah Carey e Beyoncé per il maggior numero uno consecutive nella classifica da quando era stata creata nel 1992. Il singolo ha ricevuto una candidatura ai Grammy per la miglior collaborazione Pop vocale.
Alejandro è stato pubblicato come terzo singolo dell'EP. In origine, Dance in the Dark era stato scelto come seguito del singolo precedente dall'etichetta discografica, ma Gaga scelse l'altro brano. Quindi, tra Gaga e la sua etichetta ci fu una piccola discussione dopo la pubblicazione di Alejandro. Attraverso il proprio account su Twitter, la cantante sottolineò la propria decisione, scrivendo: «Alejandro è in radio. Cazzo suona così bene, ce l'abbiamo fatta piccoli mostri». Il singolo venne ufficialmente inviato alle radio il 20 aprile 2010 negli Stati Uniti e ha raggiunto la top 5 delle classifiche australiane, canadesi e italiane, mentre raggiunse la top ten nelle classifiche di altre nazioni. Negli Stati Uniti raggiunse la quinta posizione, diventando il suo settimo singolo consecutivo a raggiungere la top ten nella Billboard Hot 100.

## Promozione

Lady Gaga mentre canta Paparazzi al The Monster Ball Tour

La promozione per The Fame Monster iniziò con un'esibizione al Saturday Night Live, in cui l'artista cantò una breve versione al pianoforte di Bad Romance. Gaga apparve anche in diversi talk show, come It's On with Alexa Chung e il programma tedesco Wetten, dass..?. Il 16 novembre 2009, Gaga ha eseguito la canzone Speechless a Los Angeles presso il Museum of Contemporary Art (MOCA) per le celebrazioni del 30º anniversario del museo, collaborando con l'artista Francesco Vezzoli e con i ballerini russi della Moscow State Academy of Choreography. Nello stesso giorno venne trasmesso sulla CW l'episodio di Gossip Girl intitolato The Last Days of Disco Stick con Gaga nella parte di se stessa che si esibisce con Bad Romance. Durante l'episodio vennero trasmesse anche Dance in the Dark e Telephone. Il primo singolo, Bad Romance, venne eseguito agli American Music Award del 2009, al Jay Leno Show e all'Ellen DeGeneres Show. Il 15 gennaio 2010, Gaga eseguì un medley di Monster, Bad Romance e Speechless al The Oprah Winfrey Show. Ai 52° Grammy Awards, Gaga aprì lo spettacolo eseguendo un medley di Poker Face, Speechless e Your Song con Elton John. Il 16 febbraio 2010 si è esibita ai BRIT Awards 2010 in memoria di Alexander McQueen, eseguendo i brani Telephone (in versione acustica) e Dance in the Dark.
Prima che venisse pubblicato l'EP, Gaga annunciò che sarebbe andata in tour con Kanye West. Il tour si sarebbe intitolato intitolato Fame Kills Starring: Lady Gaga and Kanye West. Tuttavia, dopo i trascorsi ai VMA 2009 di quest'ultimo con Taylor Swift, il rapper annunciò che voleva prendersi una pausa dalla musica. Dopo l'annuncio, tutte le date del tour sono state immediatamente cancellate. In seguito, Gaga confermò che sarebbe andata in tour da sola per promuovere l'EP. Il tour, chiamato The Monster Ball Tour, partì nel novembre 2009 e finì a inizio maggio del 2011. Definito dalla stessa Gaga «la prima vera opera elettro-pop», il tour iniziò dopo quattro giorni dall'uscita di The Fame Monster.

## Tracce
1. Bad Romance – 4:54 (Lady Gaga, RedOne)
2. Alejandro – 4:34 (Lady Gaga, RedOne)
3. Monster – 4:10 (RedOne, Lady Gaga, Space Cowboy)
4. Speechless – 4:31 (Lady Gaga)
5. Dance in the Dark – 4:49 (Lady Gaga, Fernando Garibay)
6. Telephone (feat. Beyoncé) – 3:41 (Lady Gaga, Rodney Jerkins, LaShawn Daniels, Lazonate Franklin, Beyoncé)
7. So Happy I Could Die – 3:55 (Lady Gaga, RedOne, Space Cowboy)
8. Teeth – 3:41 (Lady Gaga, Taja Riley)

Traccia bonus nell'edizione statunitense di iTunes
1. Bad Romance (Starsmith Remix) – 4:56 (Lady Gaga, RedOne)

Tracce bonus della versione USB
1. Bad Romance (Starsmith Remix) – 4:56 (Lady Gaga, RedOne)
2. Telephone (feat. Beyoncé) (Passion Pit Remix) – 5:13 (Lady Gaga, Jerkins, Daniels, Franklin, Beyoncé)
3. Paparazzi (Demolition Crew Remix) – 3:54 (Lady Gaga, Rob Fusari)
4. Just Dance (feat. Ashking, Wedis, Lush and Young Thoro) (Deewan Remix) – 4:17 (Lady Gaga, RedOne, Aliaune Thiam)
5. LoveGame (Robots to Mars Remix) – 3:14 (Lady Gaga, RedOne)
6. Eh, Eh (Nothing Else I Can Say) (Frankmusik Remix) – 3:48 (Lady Gaga, Martin Kierszenbaum)
7. Poker Face (Piano & Voice Version) (Live at The Cherrytree House) – 3:38 (Lady Gaga, RedOne)
8. Bad Romance (Grum Remix) – 4:51 (Lady Gaga, RedOne)
9. Telephone (feat. Beyoncé) (Alphabeat Remix) – 5:13 (Lady Gaga, Jerkins, Daniels, Franklin, Beyoncé)

Bonus DVD giapponese
1. Bad Romance (Video) – 5:15
2. Bad Romance (Making Of) – 3:42

## Formazione
Crediti tratti dal libretto dell'EP.
- Lady Gaga – voce, cori, pianoforte, arrangiamento, programmazione, produzione, arrangiamenti vocali, strumentazione
- RedOne – strumentazione, programmazione, cori, produzione, ingegneria del suono, arrangiamenti vocali, montaggio parti vocali
- Space Cowboy – strumentazione, programmazione, cori, produzione, ingegneria del suono
- Gretchen Anderson – produzione
- Eelco Bakker – ingegneria del suono
- Bobby Campbell – creativo
- Joe Cory – assistente ingegnere audio
- Mike Daly – assistente
- LaShawn Daniels – compositore
- Christian Delano – ingegnere audio, monitoraggio
- Mike "Handz" Donaldson – effetti speciali, ingegnere vocale
- Stacy Dulan – corista
- Ron Fair – arrangiatore, direttore d'orchestra, produttore
- Paul Foley – ingegnere audio
- Nicola Formichetti – stilista
- Lazonate Franklin – compositore
- Fernando Garibay – arrangiatore, compositore, programmatore, produttore, strumentista
- Lisa Einhorn Gilder – coordinatrice della produzione
- John Goux – chitarrista
- Matty Green – assistente
- Vincent Herbert – produttore esecutivo, A&R
- Tal Herzberg – bassista, produttore, ingegnere audio
- Eric Jackson – chitarrista
- Rodney Jerkins – compositore, produttore, missaggio, musicista
- Dyana Kass – creativo, marketing
- Ryan Kennedy – assistente ingegnere
- Martin Kierszenbaum – A&R
- Abe Laboriel Jr. – batterista
- Takayuki Matsushima – assistente
- Hisashi Mizoguchi – ingegnere vocale
- Musicians Regiment Horns – corno
- Tal Oz – assistente ingegnere
- Jennifer Paola – A&R
- Dan Parry – ingegnere, monitoraggio
- Julian Peploe – direttore artistico
- Jack Joseph Puig – missaggio
- Taja Riley – compositore
- Teddy Riley – produttore, missaggio
- Andrea Ruffalo – coordinatore della produzione
- Dave Russell – ingegnere audio, missaggio, monitoraggio
- Peter Savic – parrucchiere
- Johnny Severin – ingegnere audio, editing vocale
- Hedi Slimane – fotografo
- Mark "Spike" Stent – missaggio
- Teyonie – corista
- Jonas Wetling – ingegnere audio, monitoraggio
- Frank Wolff – ingegnere audio
- Ianthe Zevos – creativo
- Beyoncé – voce aggiuntiva (traccia 6)

## Successo commerciale
Negli Stati Uniti d'America The Fame Monster debuttò alla quinta posizione vendendo 174 000 copie, seguito da The Fame, riuscito a vendere 151 000 copie grazie alla versione a doppio disco di The Fame Monster. Grazie a 65 000 copie digitali dell'EP ha debuttato in cima alla classifica digitale statunitense; inoltre, nella stessa settimana sette degli otto brani del disco sono entrate in classifica nella Hot Digital Songs. L'EP si classificò primo anche nella Dance/Electronic Albums sostituendo il suo predecessore The Fame. Nel gennaio 2010 l'album è stato certificato disco di platino dalla RIAA per aver distribuito più di un milione di copie dell'EP. Secondo Billboard, fino a febbraio 2018, The Fame Monster ha venduto più di 1 640 000 copie in madrepatria.

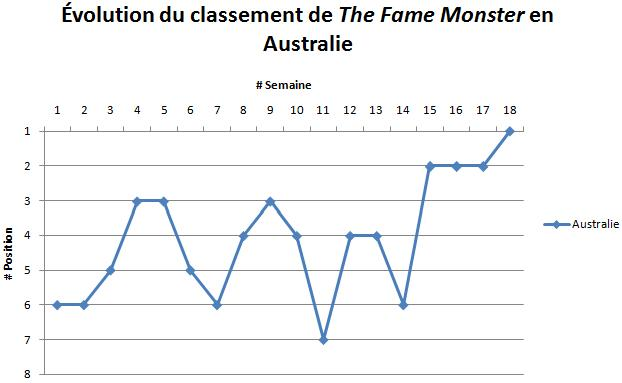
Andamento commerciale di The Fame Monster in Australia

In Australia The Fame Monster fu inizialmente conteggiato insieme al suo predecessore prima di venire considerato, più tardi, un disco a sé stante. Nella sua diciottesima settimana nella classifica australiana l'EP raggiunse la prima posizione ed in seguito fu certificato sei volte disco di platino dalla Australian Recording Industry Association per aver venduto più di 420 000 copie.
L'EP conteggiato insieme a The Fame raggiunse buoni piazzamenti in Europa, conquistando la vetta in paesi come Irlanda, Germania, Finlandia, Svizzera e Polonia e le prime dieci posizioni in Ungheria, Italia, Norvegia, Paesi Bassi, Svezia, Repubblica Ceca e in Russia. L'EP raggiunse la tredicesima posizione nella European Top 100 Albums. Fu anche certificato triplo disco di platino dalla International Federation of the Phonographic Industry (IFPI) per aver distribuito più di 3 milioni di copie in Europa. Anche nel Regno Unito l'EP fu pubblicato unicamente a The Fame, entrando in classifica come parte di quest'ultimo. Il 3 gennaio 2010, tuttavia, l'EP è salito alla seconda posizione della Official Albums Chart; tutti i brani tratti dal disco entrarono nella classifica dei 110 singoli più venduti e Telephone risultò il migliore tra gli otto brani, raggiungendo la trentesima posizione della Official Singles Chart. Nella settimana terminata il 28 febbraio 2010, Gaga raggiunse la cima della classifica britannica degli album per la quinta settimana con The Fame Monster, conteggiato insieme a The Fame. Il 21 marzo 2010 l'EP tornò al primo posto della classifica, riuscendo a battere il Glee Cast, dati come favoriti in testa alla classifica. The Fame Monster ha accumulato 93 510 unità equivalenti in suolo britannico al marzo 2025.
In Giappone raggiunse la seconda posizione nell'aprile 2010, ottenendo il doppio disco di platino e vendendo 577 000 copie.

## Classifiche

### Classifiche settimanali
| Classifica (2009-10) | Posizione massima |
| -------------------- | ----------------- |
| Argentina            | 8                 |
| Australia            | 1                 |
| Belgio (Fiandre)     | 1                 |
| Belgio (Vallonia)    | 5                 |
| Brasile              | 3                 |
| Canada               | 6                 |
| Croazia              | 1                 |
| Danimarca            | 2                 |
| Europa               | 13                |
| Finlandia            | 1                 |
| Francia              | 13                |
| Giappone             | 2                 |
| Grecia               | 37                |
| Irlanda              | 1                 |
| Italia               | 2                 |
| Norvegia             | 8                 |
| Nuova Zelanda        | 1                 |
| Paesi Bassi          | 4                 |
| Polonia              | 1                 |
| Regno Unito          | 1                 |
| Repubblica Ceca      | 3                 |
| Russia               | 3                 |
| Spagna               | 26                |
| Stati Uniti          | 4                 |
| Stati Uniti (dance)  | 1                 |
| Svezia               | 2                 |
| Ungheria             | 2                 |

### Classifiche di fine anno
| Classifica (2009)   | Posizione |
| ------------------- | --------- |
| Australia           | 59        |
| Danimarca           | 28        |
| Irlanda             | 3         |
| Svezia              | 90        |
| Classifica (2010)   | Posizione |
| Australia           | 6         |
| Belgio (Fiandre)    | 6         |
| Belgio (Vallonia)   | 13        |
| Canada              | 23        |
| Danimarca           | 10        |
| Europa              | 16        |
| Finlandia           | 4         |
| Giappone            | 14        |
| Italia              | 8         |
| Paesi Bassi         | 10        |
| Russia              | 4         |
| Stati Uniti         | 13        |
| Stati Uniti (dance) | 2         |
| Svezia              | 3         |
| Classifica (2011)   | Posizione |
| Australia           | 99        |
| Giappone            | 44        |
| Stati Uniti (dance) | 8         |
| Svezia              | 93        |
| Classifica (2019)   | Posizione |
| Croazia             | 36        |
| Classifica (2021)   | Posizione |
| Svezia              | 62        |
| Classifica (2022)   | Posizione |
| Svezia              | 47        |

## Date di pubblicazione
| Paese       | Data             | Formato               | Etichetta                                    | Edizione                      |
| ----------- | ---------------- | --------------------- | -------------------------------------------- | ----------------------------- |
| Giappone    | 18 novembre 2009 | CD, download digitale | Universal Music                              | Deluxe                        |
| Italia      | 18 novembre 2009 | CD, download digitale | Universal Music                              | Deluxe                        |
| Australia   | 20 novembre 2009 | CD, download digitale | Universal Music                              | Deluxe, Limitata              |
| Cile        | 20 novembre 2009 | CD, download digitale | Universal Music                              | Standard, Deluxe              |
| Germania    | 20 novembre 2009 | CD, download digitale | Universal Music                              | Standard, Deluxe              |
| Irlanda     | 20 novembre 2009 | CD, download digitale | Universal Music                              | Deluxe                        |
| Stati Uniti | 23 novembre 2009 | CD, download digitale | Interscope, Streamline, Kon Live, Cherrytree | Deluxe                        |
| Regno Unito | 23 novembre 2009 | CD, download digitale | Polydor                                      | Deluxe                        |
| Canada      | 23 novembre 2009 | CD, download digitale | Universal Music                              | Deluxe                        |
| Argentina   | 23 novembre 2009 | CD, download digitale | Universal Music                              | Deluxe                        |
| Canada      | 1º dicembre 2009 | CD, download digitale | Universal Music                              | Standard                      |
| Colombia    | 4 dicembre 2009  | CD                    | Universal Music, Interscope                  | Standard                      |
| Stati Uniti | 15 dicembre 2009 | Box-set               | Interscope, Streamline, Kon Live, Cherrytree | Super Deluxe                  |
| Stati Uniti | 15 dicembre 2009 | LP                    | Interscope, Streamline, Kon Live, Cherrytree | Standard                      |
| Australia   | 18 dicembre 2009 | Download digitale     | Universal Music                              | Standard (edizione esplicita) |
| Australia   | 21 dicembre 2009 | CD                    | Universal Music                              | Standard (edizione esplicita) |
| Stati Uniti | 26 gennaio 2010  | Download digitale     | Interscope, Streamline, Kon Live, Cherrytree | Standard (edizione esplicita) |
| Cina        | 1º febbraio 2010 | CD                    | Universal Music                              | Standard                      |
| Giappone    | 16 aprile 2010   | CD+DVD                | Universal Music                              | Standard (edizione esplicita) |
| Mondo       | 3 maggio 2010    | Chiavetta USB         | Interscope, Streamline, Kon Live, Cherrytree | Limitata (Edizione esplicita) |
| Italia      | 8 giugno 2010    | CD                    | Universal Music                              | Slipcase limitata             |
| Germania    | 22 ottobre 2010  | CD                    | Universal Music                              | Standard (Edizione esplicita) |
| Germania    | 20 novembre 2010 | Download digitale     | Universal Music                              | Standard (Edizione esplicita) |